# Estación de Recogidas
Recogidas es una estación de la línea 1 del Metro de Granada situada en la intersección entre el Camino de Ronda y la calle Recogidas. Debido a su ubicación en uno de los puntos de mayor afluencia ciudadana y turística de la ciudad, es la principal estación de la red en número de pasajeros.

## Situación

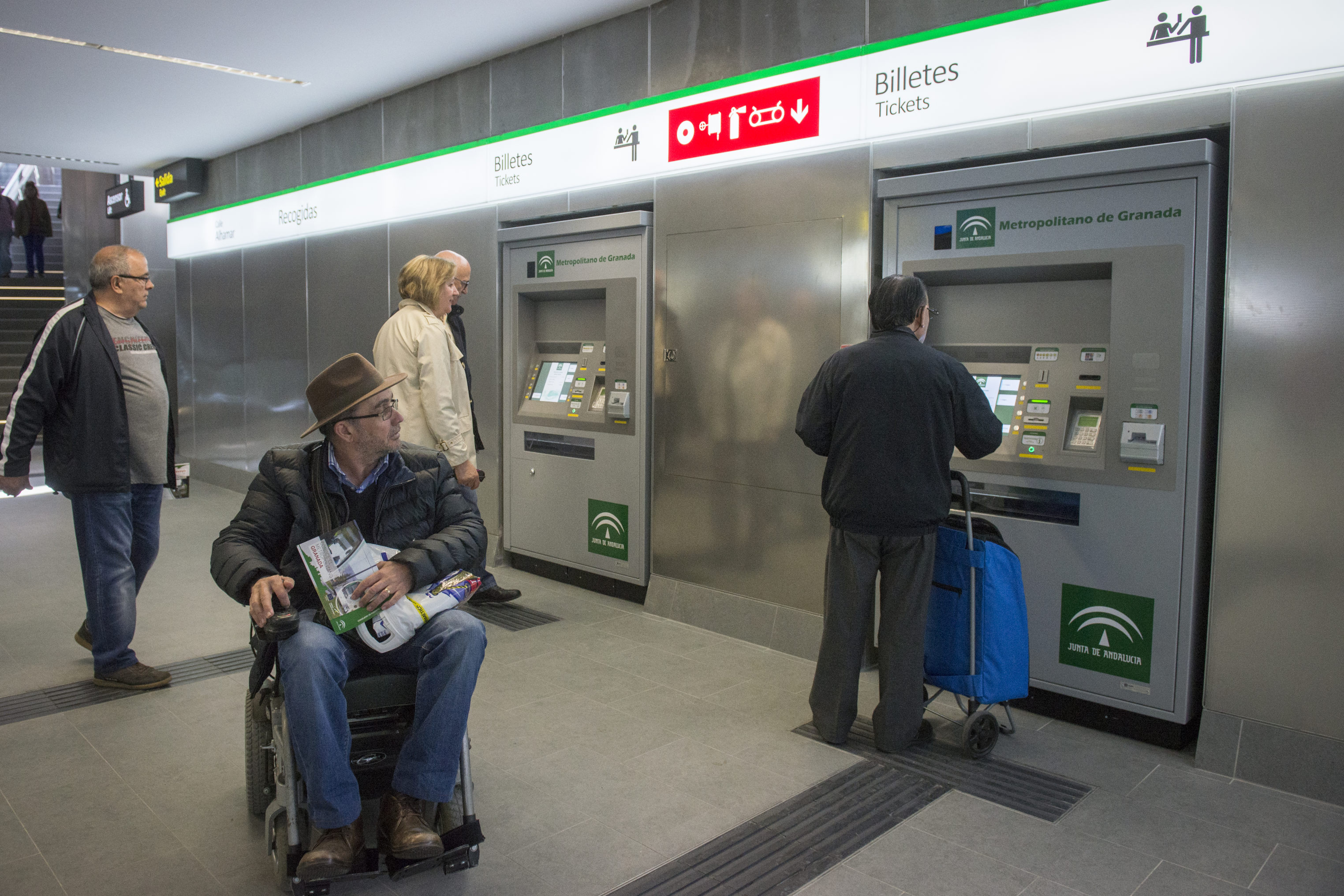
Máquinas expendedoras de títulos en el vestíbulo de la Calle Alhamar.

La estación de Recogidas se localiza en la intersección del Camino de Ronda con la Calle Recogidas, uno de los principales nexos de unión entre los distritos Ronda y Centro. Los accesos a la estación no solo dan servicio a estas avenidas, sino que también abarcan las calles Neptuno y Alhamar.
Su objetivo fundamental es dar servicio a las barriadas de Camino de Ronda y Centro. Se trata de una de las principales estaciones de la red en cuanto al número de pasajeros debido a su ubicación, situada en uno de los puntos más céntricos de Granada y en uno de los mayores ejes comerciales, turísticos y de servicios de la capital.
A 200 metros de la estación se encuentra el Parque Federico García Lorca, uno de los mayores y más importantes parques urbanos de la ciudad y en el que se encuentra la Casa-Museo de Federico García Lorca. En este entorno se encuentra también un centro comercial y un área residencial y de oficinas. 
Por otra parte, a 600 metros de la estación, en el otro extremo de la calle Recogidas, se encuentra la plaza de Puerta Real; uno de los puntos céntricos de mayor relevancia de la ciudad.

## Características y servicios

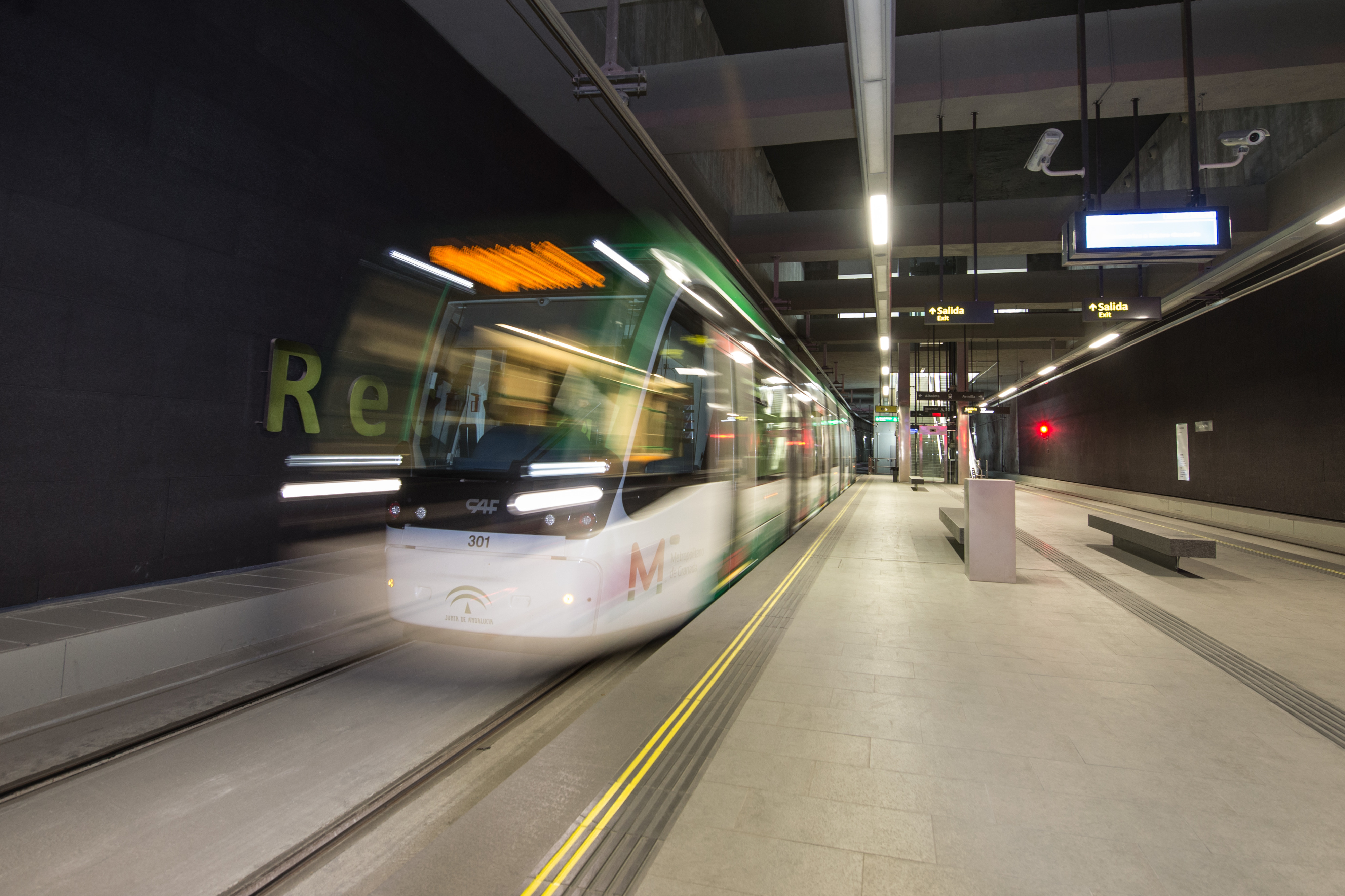
Nivel inferior de la estación de Recogidas, en donde se sitúan los andenes.

La estación se compone de dos niveles: Un nivel superior en el cual se encuentra un vestíbulo con los servicios de la estación y controles de acceso y un nivel inferior en el que se sitúan las vías, con configuración de andén central. 
Fue construida por el método «cut and cover» por pantalla de pilotes con tres losas: contrabóveda (inferior, sobre la que se sitúan vías y andenes), intermedia (que separa vías y vestíbulo) y losa de coronación (sobre la que se sitúa el Camino de Ronda). El punto inferior de la estación se encuentra a una profundidad de 16,5 metros.
El vestíbulo de la estación, de estilo diáfano, se encuentra repartido en dos áreas: Una principal, accesible desde las entradas próximas a la Calle Recogidas; y una secundaria a la que se accede desde las entradas más próximas a la Calle Alhamar. En total la estación cuenta tres entradas convencionales y tres ascensores. Dos al vestíbulo principal en la Calle Recogidas y la Calle Neptuno y una al vestíbulo secundario de la Calle Alhamar.
En el área principal se encuentran los elementos funcionales principales: Dos máquinas automáticas para la compra de títulos de transporte, pantallas informativas y control de accesos al nivel inferior, así como la oficina principal de información y atención al cliente de Metro de Granada. El área secundaria cuenta con dos máquinas de venta de títulos más.
El nivel inferior, conectado al vestíbulo en sus extremos mediante escaleras convencionales y mecánicas y un ascensor para personas con movilidad reducida, está configurado en forma de andén central, con sendas vías a ambos lados, una por sentido. Este nivel, además de megafonía, pantallas y señalética informativa, también cuenta con elementos de accesibilidad como suelo podotáctil para personas invidentes o un puesto automático de información asistida.
La construcción del túnel que conecta esta estación con la de Alcázar Genil tuvo como resultado la creación de un espacio subterráneo intermedio a lo largo de todo el túnel, situado a la misma altura que los vestíbulos de las estaciones que conecta. Esta entreplanta, actualmente sin uso, se planificó inicialmente para que albergase un gran aparcamiento, pero finalmente el Ayuntamiento de Granada desechó este proyecto y prefirió utilizarlo para albergar un espacio cultural y una sala de exposiciones, que se encuentra actualmente en estudio.

## Intermodalidad
La estación está situada en el punto medio del Camino de Ronda. Junto a ella existen anclajes para bicicletas. Así mismo, también se permite la entrada de bicicletas en su interior. 
Debido a su situación, Recogidas es intermodal con la mayoría de líneas transversales de la red de autobuses urbanos de Granada. En concreto, junto a la estación tienen una parada las líneas SN2, SN3, SN5, la línea universitaria U3 y la línea C5, que conecta esta zona con el casco histórico de la ciudad.